# Charles Albert Gobat
Charles Albert Gobat (Tramelan, 21 de maio de 1843 — Berna, 16 de março de 1914) foi um advogado , administrador educacional e político suíço que recebeu o Prêmio Nobel da Paz com Élie Ducommun em 1902 por sua liderança no Escritório Permanente da Paz Internacional.

## Nascimento e educação
Gobat nasceu em 21 de maio de 1843 em Tramelan, Suíça. Ele era filho de um pastor protestante e sobrinho de Samuel Gobat, um missionário que se tornou bispo de Jerusalém. Ele foi educado na Universidade de Basel, na Universidade de Heidelberg, na Universidade de Berna e na Universidade de Paris. Ele recebeu seu doutorado em direito, summa cum laude, da Universidade de Heidelberg em 1867.

## Carreira em direito e política
Depois de completar seu Ph.D., Gobat começou a exercer a advocacia em Berna e também lecionou direito civil francês na Universidade de Berna. Em seguida, ele abriu um escritório em Delémont, no cantão de Berna, que logo se tornou o principal escritório de advocacia do distrito.
Depois de exercer a advocacia por quinze anos, ele se envolveu na política e na educação. Em 1882, foi nomeado superintendente da instrução pública do cantão de Berna, cargo que ocupou por trinta anos. Ele era um progressista na filosofia educacional e fez muitas reformas importantes no sistema educacional. Reformou o sistema de formação primária, obteve maior apoio orçamental para melhorar o rácio professor-aluno, apoiou o estudo de línguas vivas e proporcionou aos alunos uma alternativa à tradicionalmente restrita educação clássica, estabelecendo currículos de formação vocacional e profissional.
Ele foi aclamado por sua erudita République de Berne et la France pendant les guerres de religion , publicada em 1891, e também por um amplo reconhecimento por Uma História do Povo da Suíça , publicada em 1900.
Ele também seguiu carreira na política. Ele foi eleito para muitos cargos importantes. Foi eleito para o Grande Conselho de Berna em 1882. De 1884 a 1890, foi membro do Conselho dos Estados da Suíça e de 1890 até a sua morte em 1914, foi membro do Conselho Nacional, a outra câmara do órgão legislativo central da Suíça. Tanto na política quanto na educação, ele foi um reformador liberal. Em 1902, ele patrocinou várias legislações que aplicavam o princípio da arbitragem aos tratados comerciais. Gobat trabalhou com a União Interparlamentar, fundada por William Randal Cremer, ganhador do Prêmio Nobel da Paz em 1903, em 1889. Em 1892 tornou-se presidente da quarta conferência sindical, realizada em Berna e que fundou o Bureau Interparlementaire. Ele atuou como secretário-geral do bureau, um escritório de informações que lida com movimentos pela paz, conciliação internacional e comunicação entre os órgãos parlamentares nacionais. A terceira conferência do sindicato, realizada em Roma em 1891, criou o Bureau Internacional da Paz , do qual Gobat era diretor quando recebeu o Prêmio Nobel da Paz em 1910.

## Anos posteriores
Em 1902, Gobat recebeu conjuntamente o Prêmio Nobel da Paz em 1902 com Élie Ducommun por sua liderança no Bureau Permanente da Paz Internacional.
Após a morte de Élie Ducommun em 1906, Gobat assumiu a direção do Bureau da Paz Internacional.

Gobat morreu em 16 de março de 1914 em Berna, Suíça. Enquanto participava da reunião da conferência de paz em Berna, ele se levantou como se fosse falar, mas desmaiou, morrendo cerca de uma hora depois.